# Amonity
Amonity, amonitowate (Ammonoidea) – podgromada wymarłych głowonogów (Cephalopoda), przeważnie o symetrycznej, płaskospiralnej skorupie. Nieliczne rodzaje miały nietypowe kształty, np. prostej muszli, spirali zwiniętej w pionie, spirali o niestykających się skrętach. Takie formy, nazywane heteromorfami, występowały głównie na początku rozwoju amonitowatych (dewon wczesny i środkowy) oraz w kredzie. Amonitowate stanowią ważne skamieniałości przewodnie, pozwalające określić wiek skał osadowych, w których są spotykane. Występują w skałach pochodzenia morskiego z okresu od dewonu do końca kredy. Przodkami amonitowatych były łodzikowate (baktryty).

## Budowa muszli

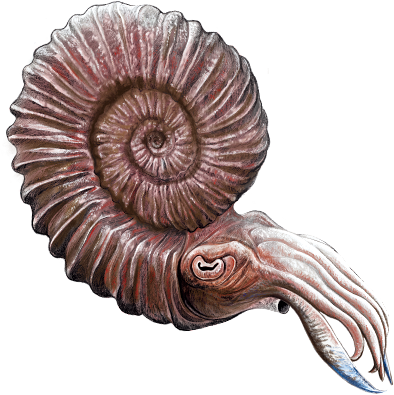
Pleuroceras – rekonstrukcja wyglądu

Muszla amonitowatych zbudowana była z aragonitu i dzieli się na dwie części: dużą, przyujściową komorę mieszkalną oraz fragmokon złożony z szeregu niewielkich komór wypełnionych gazem. Komory te powstawały przez całe życie osobnika, dzięki temu że amonitowaty rosnąc powiększał i dobudowywał od strony ujścia komorę mieszkalną, przesuwając się w kierunku ujścia, a pustą przestrzeń z tyłu oddzielał aragonitową przegrodą od komory mieszkalnej. Komora mieszkalna była połączona z fragmokonem rurkowatą tkanką zwaną syfonem, która przechodziła przez wszystkie komory aż do embrionalnej. W skamieniałościach zachowuje się sfosylizowana osłonka syfonu i jego wypełnienie, całość jest popularnie, choć niezbyt prawidłowo, zwana również syfonem. W ujściu muszli amonitowatych znajdowały się kalcytowe płytki aptychy i anaptychy pełniące funkcję dolnej szczęki, a u niektórych rodzajów dodatkowo także wieczka zamykającego wejście do muszli. Przegrody międzykomorowe w trakcie ewolucji amonitowatych miały tendencję do coraz większego pofałdowania. Przyczyna tego jest wciąż dyskutowana, ale przeważnie wyjaśnia się to zwiększoną odpornością silnie pofałdowanych przegród na naprężenia. Linia kontaktu przegrody z wewnętrzną ścianą muszli jest zwana linią przegrodową lub lobową, a jej kształt stanowi jeden z podstawowych elementów klasyfikacji amonitowatych, obok kształtu muszli i jej ornamentacji. Część muszli amonitowatych była gładka, jednak większość posiadała żebra przebiegające w poprzek skrętu oraz guzki na bocznej stronie skrętu. U nielicznych rodzajów guzki te przekształcały się w pokaźne kolce.

## Wielkość

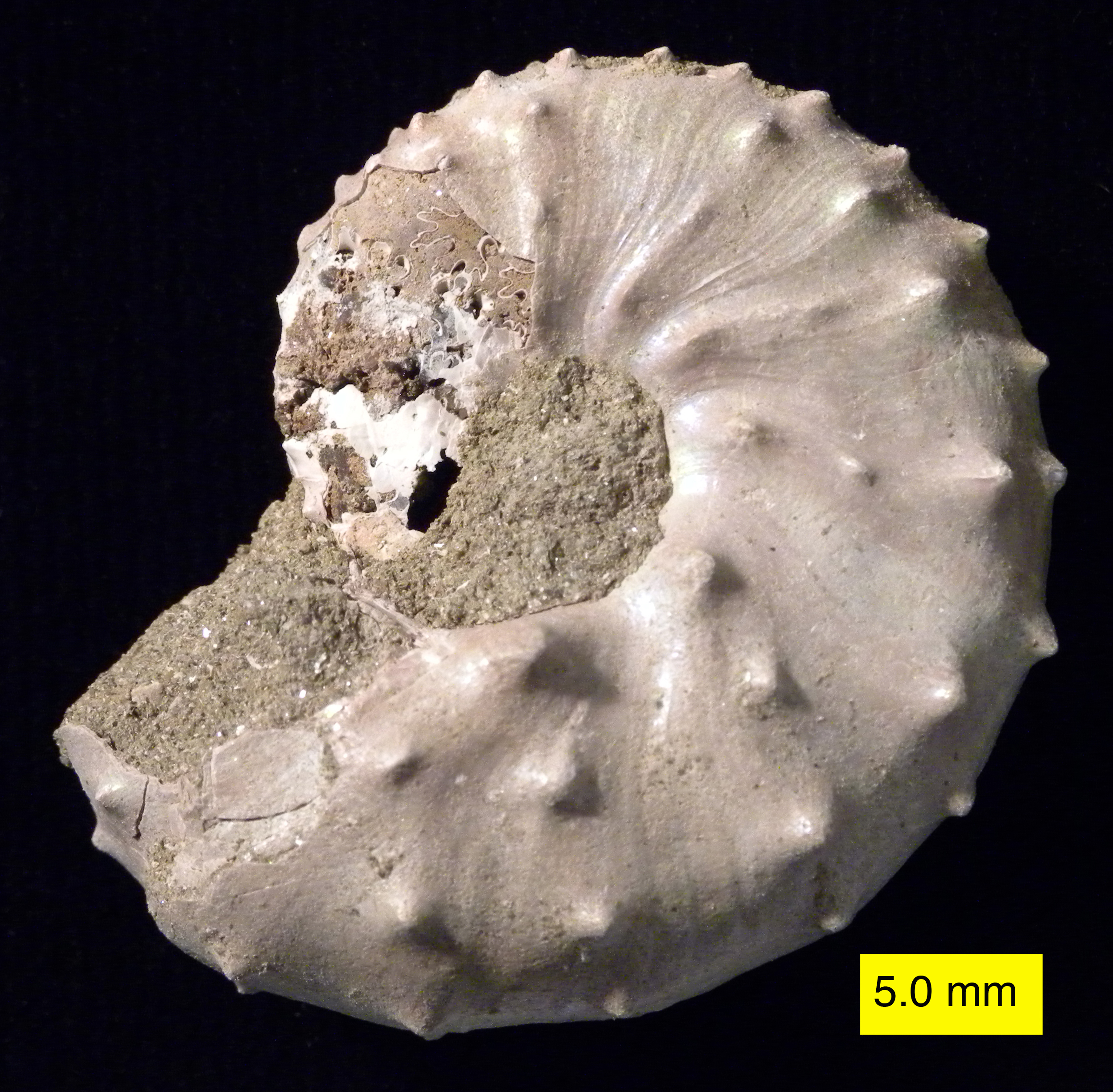
Discoscaphites iris

Największe znane amonitowate pochodzą z kredy i osiągały 2 m średnicy. Ponieważ te okazy zachowały się z ułamaną komorą mieszkalną, to szacuje się, że ich rzeczywista średnica mogła sięgać około 2,5 m. Jednak większość dorosłych amonitowatych miała kilka – kilkanaście centymetrów średnicy. U niektórych rodzajów udokumentowano dużą różnicę wielkości muszli między płciami. Przyjmuje się, że większe były samice, gdyż potrzebowały przestrzeni do rozwoju jaj.

## Ekologia
Amonitowate były mięsożercami, odżywiającymi się wszystkimi wolno poruszającymi się bezkręgowcami, w tym także innymi amonitowatymi. Przynajmniej niektóre amonity z grupy Aptychophora, takie jak Baculites, żywiły się planktonem. Same Ammonoidea padały zaś ofiarami wielkich morskich gadów, głównie pliozaurów i ichtiozaurów. Żyły wyłącznie w morzach, w większości w wodach otwartych. Na temat ich aktywności pływackiej trwa wciąż dyskusja. Przeważnie przyjmuje się, że większość amonitowatych aktywnie, choć niezbyt szybko pływała, nieliczne rodzaje o bardzo wysmukłej muszli posądzane są o zdolność do szybkiego ruchu, natomiast heteromorfy uważane są za zwierzęta planktoniczne żyjące przy dnie.
Zdecydowana większość amonitów wyginęła w czasie wielkiego wymierania na granicy kreda/paleogen w wyniku katastrofalnych zmian środowiska wywołanych przypuszczalnie upadkiem meteorytu. Kilka gatunków żyjących w Europie na początku danu opisano w 2005 roku, były to jednak prawdopodobnie lokalne populacje, które tylko chwilowo zdołały przetrwać katastrofę kredową.

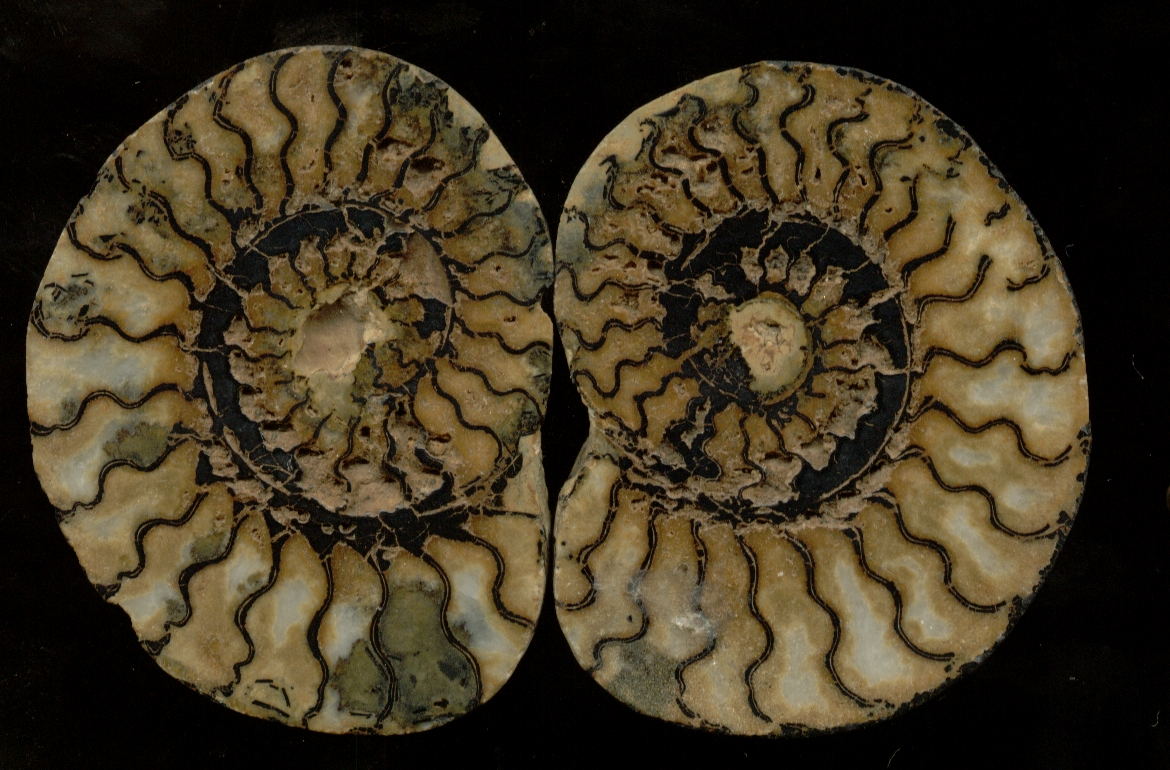
Przekrój amonita

Z 9 rzędów amonitowatych, najważniejsze są następujące rzędy:
- Goniatitida (goniatyty, dewon-perm)
- Clymeniida (klymenie, dewon późny: fran, famen)
- Ceratitida (ceratyty, perm-trias)
- Lytoceratida (lytocerasy), jura – kreda
- Phylloceratida (fyllocerasy), trias – kreda
- Ammonitida (amonity właściwe, jura, kreda)
- Ancyloceratida (ankyloceratidy), kreda

Systematyka amonitowatych jest jeszcze w ciągłej dyskusji naukowej.
W Polsce można je znaleźć m.in.: w skałach mezozoicznych Tatr (np. w skałach pod Ciemniakiem), w dewońskich utworach Gór Świętokrzyskich oraz w skałach mezozoicznych ich osłony, w skałach jurajskich Wyżyny Krakowsko-Częstochowskiej, a także w skałach kredowych Wyżyny Miechowskiej, w dolinie Wisły między Annopolem a Puławami, na Roztoczu i Wyżynie Lubelskiej. Goniatyty i klymenie pojawiają się również w Sudetach w skałach dewońskich okolic Nowej Rudy.